# الریتا (کالیفرنیا)
الریتا (به انگلیسی: El Rita) یک منطقهٔ مسکونی در ایالات متحده آمریکا است که در شهرستان کرن، کالیفرنیا واقع شده‌است. الریتا ۸۲۱ متر بالاتر از سطح دریا واقع شده‌است.